# コーディレフスキー雲

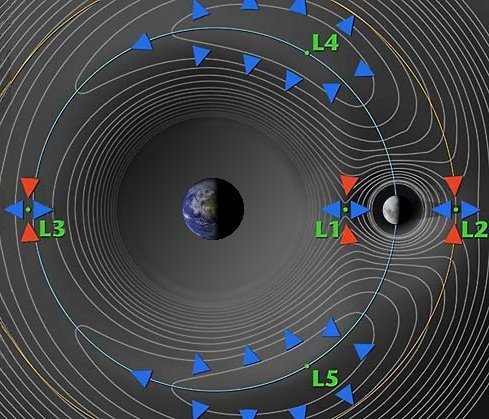
地球と月の周りのラグランジュ点。L_{4}とL_{5}の位置に塵の雲が存在する可能性が指摘されている。

コーディレフスキー雲（コーディレフスキーうん、あるいはコーディレフスキーの雲）とは、月軌道上のL4・L5付近に存在するという雲状の天体。地球-月間で三体問題の正三角形解にあたる位置に塵が多く集まったというもので、これが太陽光を反射し光って見えると言われる。月と同じように地球の周りを回っている事になるので、「地球の雲状衛星」とも言われる。

## 概要
ポーランドのカジミェシュ・コルディレフスキが1961年に存在の確認を報告した。彼は、1956年10月に最初に目視観測した時は、角度にして約2度の、対日照の半分ほどの明るさの光を見たと主張している。さらに、1961年に写真撮影した時には、大きさと明るさが変化していた。1967年にはJ・ウェスリー・シンプソンがカイパー空中天文台で、1975年には太陽観測衛星 OSO-6 が観測している。コルディレフスキ以外の観測者からも存在が報告されたため一時期実在は確実視されていたが、その後は報告例が少なく、今や幻の天体となっている。1991年には日本の探査機ひてんがL4・L5点の周辺を通過したが、有意なダスト増加は観測されなかった。L4・L5点は太陽の摂動によって不安定なため、一時的な現象だったのではないかと考えている者もいる。
見かけの大きさが約2度ならば、コーディレフスキー雲は最低でも直径14,000kmの、地球に匹敵するサイズの天体という事になる。その点では月と同様に肉眼でも大きく見えるはずだが、存在したとしても大変暗い天体と予想されており、天の川はおろか黄道光より淡く、更には対日照よりも1等級ないし2等級暗いと言われる。そのため、これらの光が観測の妨げとなり、存在を確認するのは困難である。実際、光害がひどい現在の日本で観測を成功させるのは絶望的と見られるが、それでも1970年代初めには、多くの日本のアマチュア天文家によって、日周運動に対して追尾する赤道儀式の架台の上に標準レンズ（50ミリ）を装備したメカニカルカメラを設置した簡単な機材を使って、コーディレフスキー雲の観測の追試を試みた記録がある。

## 観測条件
コーディレフスキー雲は、言われている通りのものであれば、白道面内にあって月に対し角度で東西60度離れた位置に1個ずつ、計2個存在する。白道の黄道面に対する角度は約5度と比較的小さいため、周囲の黄道光に観測を妨害されやすい。そもそもこの雲は地球の重力に捉えられた黄道光物質であると考えられるため、発する光は黄道光と同様のものと予想されており、光の性質の違いにより黄道光と区別することも期待できない。なお望の頃は、コーディレフスキー雲においても満月と同様、その構成する塵の鏡面反射光（正反射光、後方散乱光とも言われる）が観測され、普段より明るく輝く事が期待できる。しかしながらこの場合、より明るい対日照が付近に存在し、観測を妨げる。
このように、コーディレフスキー雲と周囲の背景光とのコントラストはたいへん小さい。対日照も黄道光もその他の妨害もうまくすり抜けられる最良の条件でも、望の頃に約1等級程度でしかないのではないかと言われている。これでは、条件の良い日を計算して選択しても、肉眼での確認はたいへん困難である。そこで前述の方法、つまり標準カメラで星空を拡大せずにガイド撮影するという、比較的簡単な装置と方法が確認の手段として当初から推奨されていた。

## 存在への疑問
コーディレフスキーの雲の観測はこれまでに幾度となく試みられてきたが、実際に成功したという報告は少ない。黄道光の中に、別の要因による模様がしばしば出る場合がある（後述）ので、たまたまコーディレフスキーが観測した時に月に対して60度の角度に近い位置でそのような模様が出た、つまりコーディレフスキーは「雲」を確かに見たがそれは地球の雲状衛星では無かったという可能性もあり得る。
黄道光に生じる模様の例としては、流星群の流星物質による帯状の分布模様がある（可視光で彗星から離れた淡い部分まで確認された例は少数だが、黄道光の赤外線観測で見られる）。細長い帯と丸い天体とでは形状が相当に異なるが、太陽と正反対の部分だけが対日照と同じく鏡面反射光として明るく輝き、選択的に観測され、見間違えられたと考えれば一応説明がつく。ただし、流星物質の空間分布の研究は当時進んでいなかったため、仮にこの説が正しいとしてもどの流星群なのかまでは判らない。
この説に関連して、ジャコビニ流星群の2005年の接近の際、地球から見て満月に相当する位置に、短周期彗星起源のジャコビニ流星群の帯がコーディレフスキーの雲のように見える可能性があると予想された。これはこの種の予想が成功した最初の例である。このケースでは、2005年10月8日の晩に、開発が進んでおらず星の良く見える極東アジアで、対日照付近に、ほかの日には見えないコーディレフスキー雲のような天体が見えるかもしれないと予想されている。仮に観測に成功したならば、流星群を形成している流星物質の帯があたかもコーディレフスキー雲のように見える場合があるという最初の実例になり、コーディレフスキー雲が実在しない可能性が高まるだろう。
一方、2018年11月にハンガリーの研究チームは、L5に2つの塵の塊を確認したと報告している。